# Ursula Sutter
Ursula Sutter (verheiratete  Nezhoda; * 26. März 1938 in Bern) ist eine schweizerisch-deutsche Opernsängerin (Mezzosopran) und baden-württembergische Kammersängerin.

## Leben und Wirken
Ursula Sutter wurde als zweites Kind des Feinmechanikermeisters Ernst Sutter und dessen Frau Johanna, geborene Herren, im Berner Länggassquartier geboren. Von Kindheit an zeigte sie großes Interesse an klassischer Musik, insbesondere am Gesang. Nach der Volksschule und Mittelschule wechselte sie an die Handelsschule und schloss ihre kaufmännische Ausbildung mit Vorzug ab. Ihr Gesangsstudium begann sie mit 16 Jahren und absolvierte es zwischen 1955 und 1961 beim Direktor des Musikgymnasiums Fred Müller in Bern. Während ihrer Gesangsausbildung betätigte sich Sutter als Kleider- und Friseur-Mannequin.

### Repertoire
Ihr erstes Engagement führte Sutter in das Städtebundtheater Biel-Solothurn, wo sie im ersten Bühnenjahr in drei Mozart-Opern mitwirkte: als „Cherubino“ in Figaros Hochzeit, als „Donna Giacinta“ in La finta semplice und als „Cavaliere Ramiro“ in Gärtnerin aus Liebe«. »La finata semplice wurde vom Schweizer Fernsehen (SF) aufgezeichnet und im TV ausgestrahlt. Zwischen 1961 und 1963 sang Sutter über 160 Vorstellungen in 12 unterschiedlichen Rollen. Danach wurde sie an das Stadttheater Trier berufen, wo sie zwischen 1963 und 1964 ihr Repertoire mit 6 Hauptrollen erweiterte.
Nach ihrer Vermählung mit dem Buffo-Bariton Günther Wolfram Nezhoda und der Geburt ihrer ersten Tochter wechselte sie an das Opernhaus Essen, wo sie zwischen 1964 und 1966 die „Rosina“ in Il barbiere di Siviglia (Gioachino Rossini) und die „Magdalene“ in Die Meistersinger von Nürnberg (Richard Wagner) sang.
Nach der Geburt ihrer zweiten Tochter wurde Sutter an die Staatsoper Stuttgart verpflichtet, wo sie 20 Jahre lang im Ensemble blieb. Besondere Beachtung fanden die von ihr interpretierten und vom Stuttgarter Ballett tänzerisch begleiteten „Wesendonck-Lieder“ (Richard Wagner). Als legendär gelten ihre Vorstellungen als „Hänsel“ in Hänsel und Gretel (Engelbert Humperdinck), als „Komponist“ in Ariadne auf Naxos (Richard Strauss) und als „Cherubino“ in Figaros Hochzeit« (Wolfgang Amadeus Mozart). Sie sang mit Mario del Monaco in Otello, mit René Kollo in »Die Meistersinger von Nürnberg, mit Siegfried Jerusalem interpretierte Sutter den Liederzyklus Das Lied von der Erde (Gustav Mahler) und mit Placido Domingo sang sie in Manon Lescaut (Giacomo Puccini). Von Boleslaw Barlog stammte der Sinnspruch: „Willst du Mezzobutter buchen, musst die schöne Sutter suchen.“
Ihre letzte offizielle Rolle an der Staatsoper Stuttgart sang Sutter als „Frau Reich“ aus den Lustigen Weiber von Windsor (Otto Nicolai). Kurz nach ihrer Pensionierung sprang Sutter wegen Erkrankung einer Kollegin inoffiziell als „Knaben“ aus Giacomo Puccinis Tosca ein, jene Rolle, mit der sie 30 Jahre zuvor ihre Opernkarriere begonnen hatte.
Ursula Sutter wurde als Interpretin von Orchesterliedern, konzertanten Aufführungen und als Liedsängerin eingeladen. Die Gastspiele führten sie an die Staatsopern von Wien, München und Hamburg, an die Deutsche Oper Berlin und an die Deutsche Oper am Rhein Düsseldorf/Duisburg sowie an die Opernhäuser Köln, Nürnberg, Bonn und Saarbrücken.
Ausländische Opernhäuser luden sie ebenfalls zu Gastspielen ein, unter anderen die Nationaloper Bukarest, wo Sutter in der von Karlheinz Böhm inszenierten Elektra (Richard Strauss) mitwirkte, oder das Teatro San Carlos Lissabon, wo sie in der Bluthochzeit (Wolfgang Fortner) auftrat, als auch die Oper von Monte Carlo, wo unter der musikalischen Leitung von Lovro von Matačić die Salome (Richard Strauss) aufgeführt wurde.
In dem vom Süddeutschen Rundfunk Stuttgart 1970 produzierten TV-Spielfilm Eine unwürdige Existenz sang Sutter das Eingangslied der Myrthen (Robert Schumann).
Ursula Sutter verbringt ihren Lebensabend in Wien, in unmittelbarer Nähe ihrer Töchter, der Operettensängerin Tatjana Schullern und der Musicalsängerin Patricia Nessy.

## Charakterisierung der Stimme
Ursula Sutters Stimmumfang reicht von einem klaren satten Alt bis zu einem kräftigen facettenreichen dramatischen Sopran mit besonderen „metallischen“ Timbre, bei einem Tonumfang von g bis c′′′.

## Bühnenrollen
Gesungene Bühnenrollen (Auszug):
| Rolle         | Stück                          | Komponist                   | Aufführungsjahr | Regie               | Dirigent              |
| ------------- | ------------------------------ | --------------------------- | --------------- | ------------------- | --------------------- |
| „Carmen“      | Carmen                         | Georges Bizet               | 1978            | Ernst Poettgen      | Carlos Kleiber        |
| „Cherubino“   | Figaros Hochzeit               | W. A. Mozart                | 1970            | Wolfgang Windgassen | Silvio Varviso        |
| „Czipra“      | Zigeunerbaron                  | Johann Strauss (Sohn)       | 1958            | N. N.               | Armin Jordan          |
| „Dorabella“   | Così fan tutte                 | W. A. Mozart                | 1974            | N. N.               | Eliahu Inbal          |
| „Hänsel“      | Hänsel und Gretel              | Engelbert Humperdinck       | 1967            | N. N.               | N. N.                 |
| „Isabella“    | L’Italiana in Algeri           | Gioachino Rossini           | 1972            | N. N.               | N. N.                 |
| „Komponist“   | Ariadne auf Naxos              | Richard Strauss             | 1974            | Hellmuth Matiasek   | Eliahu Inbal          |
| „Lucretia“    | The Rape of Lucretia           | Benjamin Britten            | 1969            | N. N.               | N. N.                 |
| „Maddalena“   | Rigoletto                      | Giuseppe Verdi              | 1972            | Boleslaw Barlog     | Klaus Nagora          |
| „Magdalene“   | Die Meistersinger von Nürnberg | Richard Wagner              | 1974            | Ernst Poettgen      | Ferdinand Leitner     |
| „Olga“        | Eugen Onegin                   | Pjotr Iljitsch Tschaikowski | 1962            | N. N.               | Ferdinand Leitner     |
| „Preziosilla“ | La forza del destino           | Giuseppe Verdi              | 1976            | Ernst Poettgen      | Joseph Dünnwald       |
| „Rosina“      | Barbier von Sevilla            | Gioachino Rossini           | 1962            | N. N.               | N. N.                 |
| „Suzuki“      | Madame Butterfly               | Giacomo Puccini             | 1978            | N. N.               | Carlos Kleiber        |
| „Zarewitsch“  | Boris Godunow                  | Modest Mussorgski           | 1972            | Günther Rennert     | Wolfgang Rennert      |
| „3. Dame“     | Zauberflöte                    | W. A. Mozart                | 1978            | Hans Werner Henze   | Dennis Russell Davies |

## Uraufführungen
- 1968 Prometheus von Carl Orff an der Staatsoper Stuttgart.
- 1983 Die englische Katze von Hans Werner Henze bei den Festspielen von Schwetzingen, Dirigent Dennis Russell Davies.

## Diskografie
- Carl ORFF – Prometheus (24. März 1968), Staatsoper Stuttgart, Dirig. Ferdinand Leitner
- Carlos Kleiber – Verdi: Otello, Stuttgart, Staatsoper Württemberg, 24. Januar 1971, Liveaufnahme :: Ursula Sutter als Emilia – CD8196-2 (2CD) (2012)[10]
- Stimmen in Stuttgart – 100 Jahre Württembergische Staatsoper, VOL. 5: Die Äre Schäfer – Ausklang & Nachklang :: Ursula Sutter / Mozart – Die verstellte Einfalt.[11]

## Fernsehaufnahmen
- Donna Giacinta, in La finta semplice von W. A. Mozart.[2][3]
- Widmung, das Eingangslied der „Myrthen“ von Robert Schumann, in Eine unwürdige Existenz, Regie Rolf von Sydow (1970)[7][8]

## Live-Mitschnitte
- Wie schön ist Prinzessin Salome heute Nacht!, Live-Szene aus Salome (Richard Strauss), Staatsoper Stuttgart 1977, Rüdiger Wohlers als Narraboth, Ursula Sutter als Soldat.[12]

## Ehrungen
- 1977 Ehrentitel Kammersängerin durch das Ministerium für Wissenschaft, Forschung und Kunst Baden-Württemberg